# Marta Repullo i Grau
Marta Grau i Repullo (Barcelona, 1976) és una escriptora catalana.
Llicenciada en periodisme per la Universitat Autònoma de Barcelona, ha col·laborat en diversos mitjans de comunicació dels Pirineus com Ràdio Seu, Ona Andorra i el Periòdic d'Andorra. Més enllà, orientava la seva carrera professional cap a la gestió i la cooperació cultural internacional. En el gènere de la narrativa curta ha rebut diversos premis. Amb el llibre Carícies de lletra va estrenar-se en el món de la poesia.

## Obra
- 2001 Carícies de la lletra, Editorial Andorra, Andorra la Vella
- 2020 La música que sona quan acaba la cançó, Rosa dels Vents[2]

## Premis
- 2000 Premi de narrativa curta del Consell Comarcal de l'Alt Urgell[3]
- 2001 Premi Recull del Concurs de Poesia de la Biblioteca Pública del Govern d'Andorra